# Ротпациан
Ротпациан (также Рот-Пацян, Рот-Пацеан, Ротпациан, Рот-Паян, Рот-Патсян, Ротпайцян, Ротапайак; арм. Ռոտ Պացյան) — гавар на юге (один из девяти гаваров) области Утик Великой Армении. Располагался на левом берегу реки Аракс — до места смешения с рекой Кура
Уже в конце XIX века епископ Макар (Бархударянц) свидетельствовал:
Ещё четыре области - Аранрот, Три, Роцпатеан и Агуэ - также населены сегодня большей частью мусульманами. Они ведут кочевой образ жизни и постоянно перемещаются с летовок на зимовки и обратно. Области эти богаты скотом - крупным и мелким, а также конями и верблюдами. Населены они были некогда утикскими армянами, но мусульмане ныне до такой степени разрушили церкви и кладбища, что от них не осталось и следа.епископ Макар (Бархударянц)

## География
Ротпациан находился на востоке области и являлся самым крайним гаваром Утика. На западе он граничил с гаваром Три, на юго-западе с Пацканком, на юго-востоке и востоке с гаваром Варданакерт (область Пайтакаран) отделяла река Аракс, а на севере также с гаваром Хракот-Перож, на севере границей с Кавказской Албанией была Кура.